# 양유진 (1995년)
양유진(1995년 3월 19일 ~ )은 대한민국의 모델, 배우이다.
여자친구의 데뷔조였으나 안무 훈련이 너무 가혹했기 때문에 이를 견디지 못하는 상태였다. 쏘스뮤직에서 계약기간이 만료되자 재계약을 하지 않고 쏘스뮤직을 퇴사했다.

## 학력
- 전주예술고등학교

## 출연 작품

### 드라마
| 연도   | 방송사   | 제목                      | 배역   | 비고     |
| ------ | -------- | ------------------------- | ------ | -------- |
| 2018년 | 콬TV     | 우리가 잠들지 못하는 이유 | 서지이 | 웹드라마 |
| 2020년 | 콬TV     | 일진에게 찍혔을 때 시즌2  | 윤아라 | 웹드라마 |
| 2020년 | 카카오TV | 아름다웠던 우리에게       | 서지수 | 웹드라마 |

### 뮤직비디오
| 연도   | 가수         | 제목                     |
| ------ | ------------ | ------------------------ |
| 2017년 | 홍대광       | 비처럼                   |
| 2017년 | 헨리         | 사랑 좀 하고 싶어        |
| 2019년 | 검정치마     | 섬 (Queen of Diamonds)   |
| 2019년 | 데이브레이크 | 우리 안녕이 자연스러워서 |